# Островский, Василий Борисович
Василий Борисович Островский (7 мая 1946 года, Полтава) — советский артист балета. Заслуженный артист РСФСР (1982).

## Биография
Учился в ЛХУ (у Н. А. Зубовского). В 1966—1967 годах танцевал в Ленинградском театре оперы и балета им. Кирова.
В 1967—1990 годах — солист Ленинградского Малого театра оперы и балета. Был ведущим танцовщиком театра, при этом исполнял как романтические, так и комедийно-характерные партии. Постановщик балета «Ярославна» Олег Виноградов называл Островского лучшим исполнителем партии князя Игоря.
Совместно с супругой Т. И. Фесенко поставил классический балет И. Армсгеймера и М. Петипа «Привал кавалерии» на сценах Харьковского театра оперы и балета (1990) и Театра балета Кремлёвского дворца съездов (1991).
В 1994 году супруги перебрались в Росарио (Аргентина), создатели и руководители балетной школы при театре «Эль Сиркуло».

## Семья
Отец — Островский Борис, инженер-полковник. Окончил институт гражданских инженеров.
Мать — Островская (Преображенская) Валентина Ивановна.
Братья — Островский Дмитрий Борисович (старший брат), Островский Андрей Борисович (средний брат).
Супруга — Фесенко Татьяна Ивановна, артистка балета.
Сын — Островский Денис Васильевич.